# 浜浦 (新潟市)
浜浦（はまうら）は、新潟県新潟市北区の町字。郵便番号は950-3302。

## 概要
1955年（昭和30年）から現在の大字。派川加治川左岸、砂丘および砂丘間の湿地に位置する。
もとは江戸時代から1889年（明治22年）まであった浜浦谷内（村）、ついで1889年（明治22年）から1955年（昭和30年）まであった浜浦谷内（大字）。1984年（昭和59年）ごろ 大字笹山字古川から大字浜浦字古川に転じた区域が含まれる。

### 隣接する町字
北から東回り順に、以下の町字と隣接する。
- 白勢町
- 横土居
- 笹山

## 歴史
1731年（享保16年）の阿賀野川の松ヶ崎本流化に伴い、横越島からの移住者により開発されたと伝えられる。
元文年間に白勢家が地主となって開発を進めた。

### 分立した町字
1889年（明治22年）以後に、以下の町字が分立。
白勢町（しろせちょう）
1960年（昭和35年）に分立した町字。町名は地主となって開発を進めた白勢家に由来。
松栄町（まつえいちょう）
1961年（昭和36年）に分立した町字。
東栄町（ひがしさかえまち）
1965年（昭和40年）に分立した町字。

### 年表
- 1889年（明治22年）4月1日 : 合併により笹山村の大字浜浦谷内となる。
- 1906年（明治39年）4月1日 : 合併により木崎村の大字となる。
- 1955年（昭和30年）3月31日 : 合併により豊栄町の大字となり、浜浦谷内から浜浦に改称する。
- 1960年（昭和35年）4月1日 : 大部分が豊栄町から新潟市に編入。
- 1984年（昭和59年）ごろ : 豊栄市大字笹山字古川が大字浜浦字古川となる[5]。
- 2007年（平成19年）4月1日 : 新潟市の政令指定都市移行により、北区の大字となる。

## 主な企業・施設
- 新潟食品運輸　東港営業所/東港物流倉庫
- エヌエス・トランスポート　本社営業所

## 交通

### 道路
- 国道113号